# Ánima (armas de fuego)

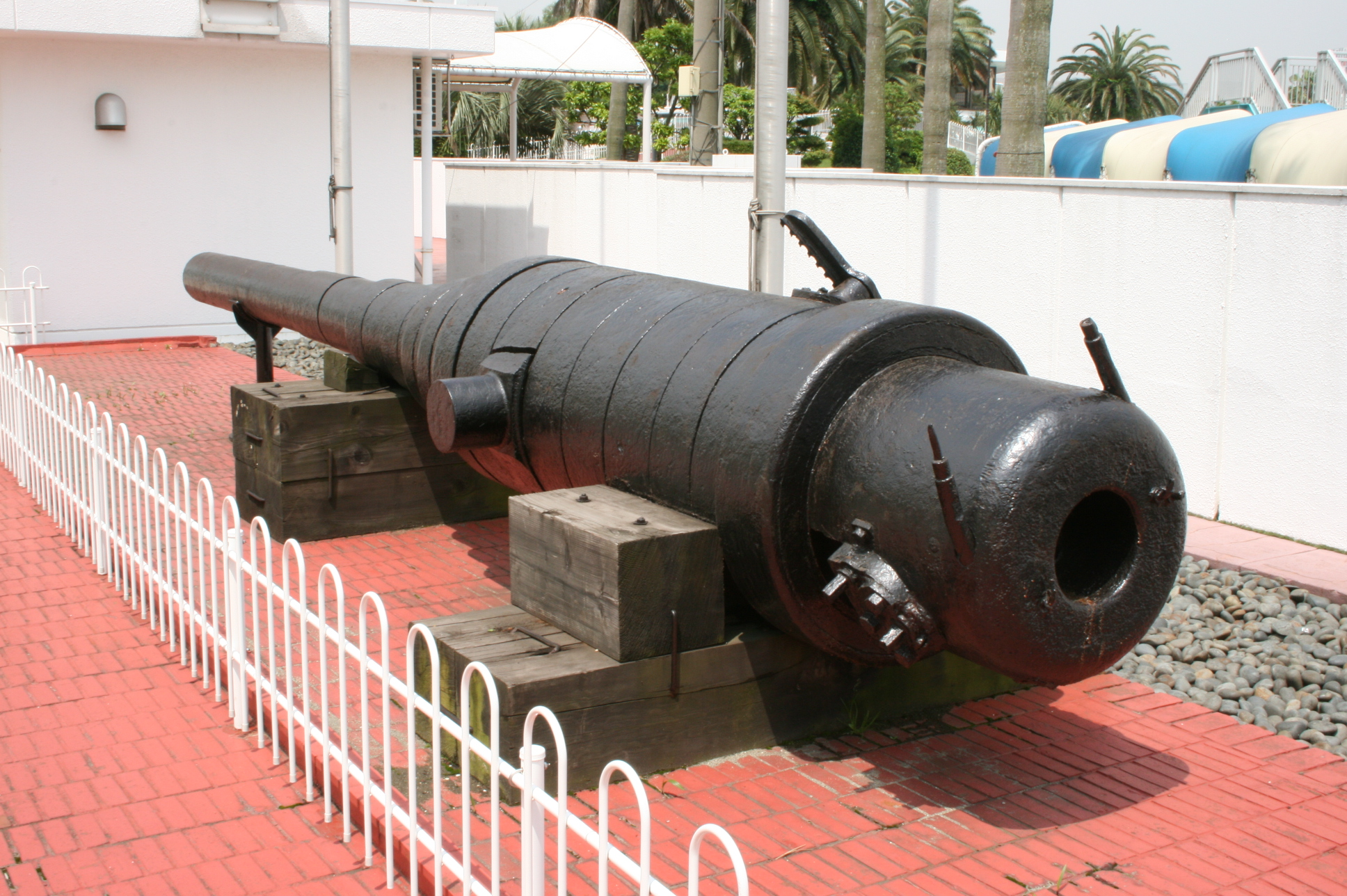
Cañones navales utilizados por un crucero ruso Almirante Nakhimov en el Museo de Ciencias Marítimas de Tokio

En armamentística, el ánima (del latín anima: «alma») se refiere al espacio interior del tubo del cañón de un arma de fuego, desde el cono de forzamiento hasta el plano anterior de la boca del arma. El eje de la misma es la línea que recorre el centro de este espacio, normalmente cilíndrico, que se utiliza como patrón para regular los instrumentos ópticos utilizados para apuntar (miras, etc.), en el procedimiento conocido como colimado.
En la historia y evolución de las armas de fuego se distingue entre armas de:
- ánima lisa (en el inicio, característica de todas las armas de fuego, y actualmente representadas principalmente por la escopeta).
- ánima rayada: una innovación respecto al tipo liso, aparecida y perfeccionada a partir del siglo XV y que consiste en grabar una serie de estrías que van enroscándose a lo largo de la superficie interna del cañón, completando un giro de 360° alrededor de su eje cada cierta distancia. Las estrías hacen que el proyectil rote sobre sí mismo al ser disparado, y como un balón de rugby, por efecto giroscópico tienda a conservar la orientación durante el vuelo, siendo aerodinámicamente más estable. Como consecuencia aumentan el alcance y la puntería del arma.

La mayor parte de armas de fuego actuales, ya sean ligeras, pesadas o artillería son de ánima rayada. No obstante, en algunas conviene más estabilizar el proyectil mediante aletas, y poseen ánima lisa; p.ej. morteros o arpones submarinos.